# Пассау (район)
Пассау (нем. Passau) — район в Германии. Центр района — город Пассау. Район входит в землю Бавария. Подчинён административному округу Нижняя Бавария. Занимает площадь 1530,04 км². Население — 188 683 чел. Плотность населения — 123 человека/км².
Официальный код района — 09 2 75.
Район подразделяется на 38 общин.

## Административное устройство

Муниципалитеты района Пассау (Бавария)

### Городские общины
1. Бад-Грисбах-им-Ротталь (8 480)
2. Поккинг (14 518)
3. Фильсхофен-ан-дер-Донау (16 580)
4. Хауценберг (12 399)

### Ярмарочные общины
1. Айденбах (3 134)
2. Вегшайд (5 793)
3. Виндорф (4 735)
4. Кёсларн (1 951)
5. Обернцелль (3 863)
6. Ортенбург (7 328)
7. Роттальмюнстер (5 068)
8. Титтлинг (3 789)
9. Унтергрисбах (6 417)
10. Фюрстенцелль (7 776)
11. Хофкирхен (3 632)
12. Хуттурм (5 955)
13. Эгинг-ам-Зе (3 932)

### Сельские общины
1. Айха-форм-Вальд (2 458)
2. Альдерсбах (4 310)
3. Бад-Фюссинг (6 688)
4. Бойтельсбах (1 109)
5. Брайтенберг (2 155)
6. Бюхльберг (4 100)
7. Вицмансберг (1 751)
8. Зальцвег (6 820)
9. Зоннен (1 495)
10. Кирххам (2 427)
11. Мальхинг (1 304)
12. Нойбург-ам-Инн (4 078)
13. Нойхаус-ам-Инн (3 528)
14. Нойкирхен-форм-Вальд (2 739)
15. Рудертинг (3 087)
16. Русторф-ан-дер-Ротт (7 069)
17. Теттенвайс (1 750)
18. Тирнау (4 125)
19. Тифенбах (6 694)
20. Фюрстенштайн (3 495)
21. Харбах (2 625)

### Объединения общин
1. Административное сообщество Айденбах
2. Административное сообщество Роттальмюнстер
3. Административное сообщество Титтлинг

## Население
По оценке на 31 декабря 2015 года население района Пассау составляет 188 336 чел. 

| Дата      | 1840  | 1871  | 1900   | 1925   | 1939   | 1950   | 1961   | 1970   | 1987   | 2011   |
| --------- | ----- | ----- | ------ | ------ | ------ | ------ | ------ | ------ | ------ | ------ |
| Население | 88842 | 97897 | 104735 | 113815 | 113957 | 160967 | 140038 | 149086 | 162355 | 184190 |

| Год       | 1960   | 1970   | 1980   | 1990   | 2000   | 2009   | 2010   | 2011   | 2012   | 2013   | 2014   | 2015   |
| --------- | ------ | ------ | ------ | ------ | ------ | ------ | ------ | ------ | ------ | ------ | ------ | ------ |
| Население | 139333 | 149457 | 154422 | 171479 | 186509 | 187594 | 187347 | 184531 | 184905 | 185671 | 186284 | 188336 |

## Внешние ссылки
- Официальная страница (нем.)